# 닐스 리드홀름

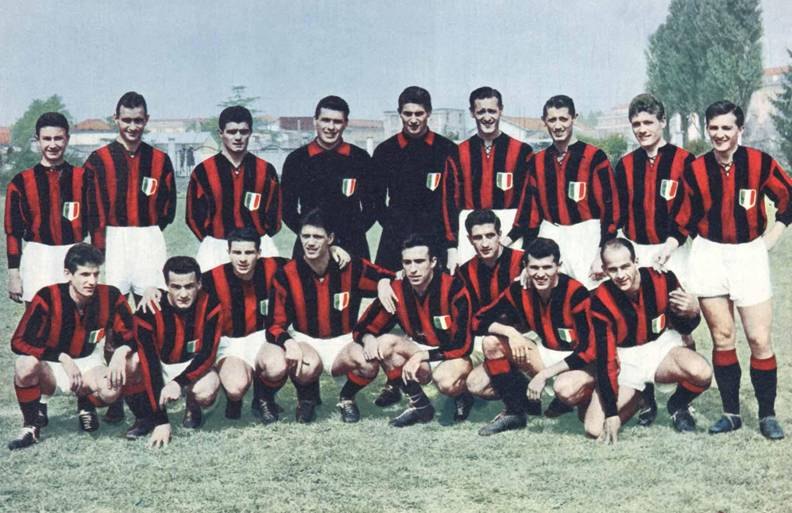
1957-58 시즌의 밀란 선수단. 왼쪽부터 오른쪽으로 뒷줄: 레이나, 갈리, 폰타나, 솔단, 로렌초 부폰, 닐스 리드홀름, 후안 알베르토 스키아피노, 라디체, 베안; 앞줄: 베랄도, 그릴로, 마리아니, 체사레 말디니, 베르가마스키, 차니에르, 프란체스코 차가티, 쿠키아로니

닐스 에리크 리드홀름(스웨덴어: Nils Erik Liedholm ˈnɪlːs ˈlîːdhɔlm[*]; 1922년 10월 8일, 외스테르예틀란드 주 발데마르스비크 ~ 2007년 10월 8일, 피에몬테 주 쿠카로 몬페라토)은 스웨덴의 전 축구 미드필더이자, 감독이다. 남작(Il Barone)으로 수식된 그는 이탈리아에서 인기를 구가했는데, 밀란과 스웨덴 국가대표팀에서 군나르 그렌과 군나르 노르달과 함께 스웨덴 3인방 "그레놀리"(Gre-No-Li)를 구성해, 현역 시절을 성공적으로 보냈다.
리드홀름은 지능적이고 기술적으로 뛰어난 전방 플레이메이커로, 공넘김에 군더더기가 없었으며, 경기를 우아하게 풀어나갔다. 그는 밀란과 스웨덴에서 모두 손꼽히는 정상급 선수로, 전후기 최고의 선수로 손꼽힌다. 20세기 말, 스웨덴 언론 아프톤블라데트지의 독자들은 리드홀름을 스웨덴의 금천년 최고의 선수로 선정했다.
감독으로서, 그는 이탈리아의 여러 구단들을 지도했는데, 거의 40년 가까이 지역 방어 체계를 활용했다. 그는 이탈리아 축구 역사상 정상급 감독으로도 손꼽힌다.

## 클럽 경력
리드홀름은 1938년, 고향 구단 발데마르스비크에 입단했다. 1942년, 그는 슬레이프네르를 거쳐 1946년에 좀 더 규모가 큰 스웨덴 구단인 노르셰핑에 입단하여 두번의 스웨덴 리그 우승을 거두었다. 그는 같은 시기에 스웨덴 국가대표팀 경기에 18번 출전하였으며, 1948년 하계 올림픽에서는 금메달을 목에 걸었다. 그는 이 대회를 계기로 1949년에 밀란으로 이적하게 되었다. 1949년 9월 11일, 그는 3-1로 이긴 삼프도리아와의 경기에서 세리에 A 신고식을 치렀다. 그는 밀란 1년차에 37번의 경기에 출전해 18골을 넣었다. 1951년, 리드홀름은 밀란에 몸담으며 얻은 4번의 작은 방패(Scudetto) 중에 첫 방패를 손에 넣었다. 나머지 3번의 방패는 1955년, 1957년, 그리고 1959년에 추가했다. 그동안 소속 구단에서 현역 정점을 찍은 리드홀름은 1951년과 1956년 코파 라티나도 우승했고, 연장전 끝에 레알 마드리드에 2-3으로 석패한 1958년 유러피언컵 결승전에 밀란의 주장으로 출전했다. 레알 마드리드의 당대 거물이었던 알프레도 디 스테파노는 이 경기의 승자였지만 밀란에게 승리를 헌납할 수도 있었다고 회고했다. 이에 리드홀름은 디 스테파노와 유니폼을 교환하며 "가져가시오. 문제 될 건 없습니다. 훗날 이 경기에서 회자될 일은 레알 마드리드가 이겼다는 것뿐일 것입니다"라고 답했다.
공넘기기와 전술적 이해도 능력에 도를 튼 리드홀름은 군나르 노르달의 수많은 골을 창출해냈다. 본인 말에 따르면, 밀란에 적응하여 산 시로에서 공을 잘못 넘기고도 이 드문 상황에서 안방 관중들이 5분 기립박수를 치기까지 2년이 걸렸다고 말했다.
리드홀름은 기량을 만개하기 위해 몸관리의 중요성을 강조한 선구자이기도 하다. 그에 따라, 그는 다른 선수보다 더 오랜 시간 진지하게 훈련에 임했고, 자신도 100미터 달리기, 3000미터 달리기, 창던지기, 투포환, 그리고 높이뛰기 같은 다른 운동도 매주 2번씩 했다. 그 결과 그는 거의 불혹이 될 때까지 현역 생활을 이어나갔다.

## 국가대표팀 경력
스웨덴의 1948년 하계 올림픽 금메달을 견인한 리드홀름은 자국에서 열린 1958년 월드컵에서 주장을 맡았다. 거의 36세였던 그는 스웨덴의 월드컵 결승행을 견인했고, 지지와 17세의 신예 펠레 등이 포진한 브라질을 상대했다. 리드홀름은 결승전 선제골을 기록해 월드컵 결승전 최고령 득점자로 이름을 올렸다. 그러나, 브라질에 내리 실점하면서 경기는 2-5 역전패로 끝나 준우승에 만족해야 했다.

## 경기 방식
리드홀름은 현역 시절 지능적인 플레이메이커로, 우아한 경기방식, 다재다능한 공넘김 방식, 그리고 정확한 배급력으로 명성이 자자했고, 넓은 시야와 전술 이해도에도 두각을 나타내 평정심을 갖고 경기를 하거나 발 안쪽이든 바깥쪽이든 어느쪽으로 이용하든 쇄도하는 동료의 득점 기회를 창출했다. 그는 기술적으로도 뛰어나며, 공을 잘 다루며, 정확하게 골문을 노렸으며, 동시에 이타적인 선수단을 위한 선수로, 개인적으로 튀는 공몰이를 자제하고, 공격을 치밀한 이동과 느긋한 공넘김으로 기획했다. 더 나아가, 그는 신체적으로 뛰어났는데, 강인하고, 주력, 체력, 근면성에도 우수함을 보여 경기장을 넓게 쓰고 경기장 양쪽 끝에서 모두 활발히 움직였다. 그는 차분하고 올곧은 성격에도 불구하고 지도 능력에도 자질을 발휘했고, 이탈리아 무대에서 단 한 번도 경고를 받지 않았다. 다재다능하고 적재적소에 기용될 수 있는 그는 주로 미드필더였지만, 다른 역할을 배치받기도 했는데, 공격형 미드필더, 좌측 측면 미드필더, 공격형 중앙 미드필더 안쪽에 배치되어 이탈리아 축구 용어로 반(半)측면 미드필더(mezzala) 역할이나, 후방 플레이메이커로서의 수비형 미드필더, 공격수, 또는 최후방 수비수까지 폭넓게 맡았다.

## 감독 경력
현역 은퇴 후, 리드홀름은 밀란의 감독직에 합류했고, 이후 엘라스 베로나와 바레세에서 승격을 경험했다. 그에 따라 피오렌티나의 관심을 받아 이적했고, 뒤이어 밀란의 1군 총감독으로 취임했다. 그는 1979년에 밀란의 10번째 리그 우승으로 이끌었고, 뒤이어 로마를 맡았다. 파울루 호베르투 파우캉이나 브루노 콘티와 같은 재능 있는 선수들을 이끈 리드홀름은 1983년에 당시 이탈리아에서는 생소했던 지역 방어 체계를 도입해 구단 통산 2번째 리그 우승으로 이끌었다. 이듬해, 리드홀름의 로마는 유러피언컵에서 결승까지 올랐으나, 리버풀에 승부차기 끝에 석패하여 준우승에 머물렀다. 그는 로마에서 코파 이탈리아를 1980년, 1981년, 그리고 1984년에 3번 우승했다.
그는 현대 축구가 리드홀름 본인이 뛰던 시절보다 현저히 빠르고 급박하다고 말했고, 늘 프로다웠던 그는 객관적으로 "그들[선수들]은 반칙성 행위를 주저하지 않는데... 반칙으로 상대를 저지하기란 쉬운 일이다. 제대로된 훈련으로 반칙 없이 공을 뺏을 수 있는데, 이는 더 어려운 일이다"라고 말하기도 했다.

## 감독 방식
감독으로 활동할 당시, 리드홀름은 이탈리아 리그에 지역 방어 체계를 도입했고, 네덜란드의 토털 풋볼로부터 영감을 자신의 차분한 공 점유 및 유동적 위치 전환 철학을 선수단에 제시했다. 그에 따라 리드홀름은 이탈리아의 역습 및 대인방어 체계를 탈피한 선구자로 수식되며, 선수들이 경기장 전체를 쓰도록 독려했다. 상대 방어선을 무너뜨리고 교란하기 위해, 선수단이 횡으로 공을 넘기도록 했고, 이는 "거미줄" 전법으로 자리잡았다. 그는 선수단을 기술력이 좋은 선수들로 구성해 경기를 상대의 저지나 무너뜨리는 방법이 아니라 선수들 개별적 능력을 극대화하는 찾는 방법으로 접근토록 했다. 그는 선수간 유대감으로 끈끈히 연결한 것으로 알려져 있으며, 젊은 유망주 육성에도 도가 텄다. 더 나아가, 그는 진보적 감독 방식을 이용해, 반칙으로 끊어내지 않고 공을 회수했다. 로마 시절, 그는 유동적인 1-3-3-3과 유사한 배치 형태로 공격적인 최후방 수비수로 중원 앞으로 전진해 공격을 전개하도록 했는데, 이로 인해 진짜 중앙 공격수 없이 경기를 전개하기도 했다.

## 다른 종목 활동
그는 유년 시절에 외스테르예틀란드 지역 발데마르스비크의 밴디 선수로도 활동했다. 2003년, 그는 이탈리아 밴디 연맹의 명예 회장도 역임했다.

## 말년과 최후
리드홀름은 900년대까지 족보가 거슬러 올라가는 마리아 루차 "니나" 가보토 디 산 조반니 여백작을 배우자로 맞이했다. 리드홀름은 축구 활동을 그만둔 후에도 이탈리아에 남았고, 아들 카를로와 포도원을 경영했다. 2007년 11월 5일, 그는 피에몬테 주 알레산드리아 도 쿠카로 몬페라토에서 영면에 들었다.

## 경력 통계

### 클럽
| 구단 | 시즌    | 리그     | 리그 | 리그 | 컵   | 컵 | 유럽 | 유럽 | 기타 | 기타 | 합계 | 합계 |
| 구단 | 시즌    | 리그명   | 출장 | 골   | 출장 | 골 | 출장 | 골   | 출장 | 골   | 출장 | 골   |
| ---- | ------- | -------- | ---- | ---- | ---- | -- | ---- | ---- | ---- | ---- | ---- | ---- |
| 밀란 | 1949–50 | 세리에 A | 37   | 18   | -    | -  | -    | -    | -    | -    | 37   | 18   |
| 밀란 | 1950–51 | 세리에 A | 31   | 13   | -    | -  | -    | -    | 2    | 0    | 33   | 13   |
| 밀란 | 1951–52 | 세리에 A | 38   | 9    | -    | -  | -    | -    | -    | -    | 38   | 9    |
| 밀란 | 1952–53 | 세리에 A | 30   | 6    | -    | -  | -    | -    | 2    | 1    | 32   | 7    |
| 밀란 | 1953–54 | 세리에 A | 31   | 10   | -    | -  | -    | -    | -    | -    | 31   | 10   |
| 밀란 | 1954–55 | 세리에 A | 28   | 6    | -    | -  | -    | -    | 1    | 1    | 29   | 7    |
| 밀란 | 1955–56 | 세리에 A | 31   | 1    | -    | -  | 6    | 0    | 2    | 0    | 39   | 1    |
| 밀란 | 1956–57 | 세리에 A | 26   | 4    | -    | -  | -    | -    | 2    | 1    | 28   | 5    |
| 밀란 | 1957–58 | 세리에 A | 24   | 7    | -    | -  | 8    | 2    | -    | -    | 32   | 9    |
| 밀란 | 1958–59 | 세리에 A | 30   | 1    | 2    | 1  | -    | -    | -    | -    | 32   | 2    |
| 밀란 | 1959–60 | 세리에 A | 28   | 3    | -    | -  | 4    | 0    | 3    | 2    | 35   | 5    |
| 밀란 | 1960–61 | 세리에 A | 25   | 3    | 1    | -  | -    | -    | 2    | -    | 28   | 3    |
| 합계 | 합계    | 합계     | 359  | 81   | 3    | 1  | 18   | 2    | 14   | 5    | 394  | 89   |

1. ↑  유러피언컵 출장 기록
2. ↑  코파 라티나 및 코파 아미치차 출장 기록

### 국가대표팀
| 국가대표팀 | 연도 | 출장 | 골 |
| ---------- | ---- | ---- | -- |
| 스웨덴     | 1947 | 7    | 5  |
| 스웨덴     | 1948 | 9    | 4  |
| 스웨덴     | 1949 | 2    | 1  |
| 스웨덴     | 1950 | 0    | 0  |
| 스웨덴     | 1951 | 0    | 0  |
| 스웨덴     | 1952 | 0    | 0  |
| 스웨덴     | 1953 | 0    | 0  |
| 스웨덴     | 1954 | 0    | 0  |
| 스웨덴     | 1955 | 0    | 0  |
| 스웨덴     | 1956 | 0    | 0  |
| 스웨덴     | 1957 | 0    | 0  |
| 스웨덴     | 1958 | 5    | 2  |
| 합계       | 합계 | 23   | 12 |

### 국가대표팀 득점 기록
아래의 점수에서 왼쪽의 점수가 스웨덴의 점수이며, 점수 열은 리드홀름의 득점 당시의 점수를 나타낸다.
| #  | 날짜             | 경기장                      | 상대       | 점수 | 최종결과 | 대회                         | 주     |
| -- | ---------------- | --------------------------- | ---------- | ---- | -------- | ---------------------------- | ------ |
| 1  | 1947년 6월 15일  | 덴마크 쾨벤하운 파르켄      | 덴마크     | 3–0  | 4–1      | 1937-47년 북유럽 선수권 대회 | [ 25 ] |
| 2  | 1947년 8월 24일  | 스웨덴 외레브로 랴발렌      | 핀란드     | 1–0  | 7–0      | 1937-47년 북유럽 선수권 대회 | [ 26 ] |
| 3  | 1947년 8월 24일  | 스웨덴 외레브로 랴발렌      | 핀란드     | 6–0  | 7–0      | 1937-47년 북유럽 선수권 대회 | [ 26 ] |
| 4  | 1947년 9월 14일  | 스웨덴 솔나 로순다          | 폴란드     | 5–2  | 5–4      | 친선경기                     | [ 27 ] |
| 5  | 1947년 10월 5일  | 스웨덴 솔나 로순다          | 노르웨이   | 2–0  | 4–1      | 1937-47년 북유럽 선수권 대회 | [ 28 ] |
| 6  | 1948년 7월 11일  | 스웨덴 솔나 로순다          | 오스트리아 | 1–1  | 3–2      | 친선경기                     | [ 29 ] |
| 7  | 1948년 8월 5일   | 잉글랜드 런던 셀허스트 파크 | 대한민국   | 1–0  | 12–0     | 1948년 하계 올림픽           | [ 30 ] |
| 8  | 1948년 8월 5일   | 잉글랜드 런던 셀허스트 파크 | 대한민국   | 6–0  | 12–0     | 1948년 하계 올림픽           | [ 30 ] |
| 9  | 1948년 10월 10일 | 스웨덴 솔나 로순다          | 덴마크     | 1–0  | 1–0      | 1948-51년 북유럽 선수권 대회 | [ 31 ] |
| 10 | 1949년 6월 2일   | 스웨덴 솔나 로순다          | 아일랜드   | 3–1  | 3–1      | 1950년 월드컵 예선전         | [ 32 ] |
| 11 | 1958년 6월 8일   | 스웨덴 솔나 로순다          | 멕시코     | 2–0  | 3–0      | 1958년 월드컵                | [ 33 ] |
| 12 | 1958년 6월 29일  | 스웨덴 솔나 로순다          | 브라질     | 1–0  | 2–5      | 1958년 월드컵                | [ 34 ] |

## 수상

### 선수
노르셰핑
- 알스벤스칸: 1946–47, 1947–48

밀란
- 세리에 A: 1950–51, 1954–55, 1956–57, 1958–59
- 코파 라티나: 1951, 1956
- 유러피언컵 준우승: 1957–58

스웨덴
- 하계 올림픽 금메달: 1948
- 월드컵 준우승: 1958

### 감독
바레세
- 세리에 B: 1969–70

밀란
- 세리에 A: 1978–79

로마
- 세리에 A: 1982–83
- 코파 이탈리아: 1979–80, 1980–81, 1983–84
- 유러피언컵 준우승: 1983–84

### 개인
- 황금 파종자상: 1975, 1983
- 밀란 명예의 전당[4]
- 이탈리아 축구 명예의 전당: 2016[35]